# Pasir Gaok
Pasir Gaok is een bestuurslaag in het regentschap Bogor van de provincie West-Java, Indonesië. Pasir Gaok telt 8007 inwoners (volkstelling 2010).